# Aurel D. Broșteanu
Aurel D. Broșteanu (n. 13 iulie, 1904, Urlați — d. 3 ianuarie 1984, Ploiești) a fost jurist, magistrat și critic de artă român. Înainte celui de-al doilea război mondial a fost una din vocile importante și pertinente ale criticii de artă românești interbelice, alături de Oscar Walter Cisek, H. Blazian, Petru Comarnescu, Nicolae Tonitza, Ștefan Nenițescu, Alexandru Busuioceanu.
Din cauza hiatusului general al societății românești postbelice, cauzat de ocupația sovietică și instaurarea comunismului în România, a reintrat în viața artistică către sfârșitul vieții, cu apariții sporadice.

## Biografie

### Familia
Tatăl, Dimitrie a fost de profesie institutor. Născut la Bacău, la 10 februarie 1870, din părinții Neculai și Anica, a decedat la Ploiești, la 27 iulie 1960. Era dintr-o veche familie răzeșească, proprietari de pământuri, originari din comuna Osebiții Mărgineni, Luizi Călugăra, de lângă orașul Bacău. Ctitori de biserici și de școli, apărători ai ortodoxiei, într-o zonă  populată și de ceangăi catolici. Străbunii din linia paternă odihnesc în capela ortodoxǎ sfințită cu hramul Sfintei Treimi, Capela Broșteanu. Edificiul este situat la intrarea în cimitirul comunei Mǎgura din cartierul ce poartă încă numele de Răzășie, Broșteni-Răzeși, sau Osebiții Mărgineni. Surse istorice indică faptul că așezarea a fost  întemeiată la jumătatea secolului XVIII de către familiile Neculai și Apostol Broșteanu.
Mama, Eugenia s-a născut la Roman în15.06.1887 din părinții Ioan și Ecaterina Gheorghiu. A decedat la Ploiești în 04.12.1963. De profesie institutoare, a fost mult timp directoare a Școlii de Băieți nr.1 din Ploiești, fosta Școală Domnească. Personalitate puternicǎ, atașatǎ valorilor spirituale românești. Istoria familiei Eugeniei se pierde în negura timpului. Ascendenții au fost în majoritate preoți și profesori.S-a înrudit prin alianțǎ cu familia academicianului G.T.Kirileanu din Holda-Broșteni și cu cea a lui Gala Galaction, așa cum consemneazǎ, în anul 1968, vǎrul Eugeniei, Dr. Inginer Ernest Grințescu, în lucrarea ,,Scurt istoric al familiei noastre’’. Aurel a fost alintat de mama sa cu apelativul ,,Relu Mititelu’’. A primit o educație aleasă, dar severă. Temuta directoare, nu ezita să aplice atât la clasă cât și acasă, pe cei trei copii ai săi ,metoda educativă a nuielei.
Sora Viorica Broșteanu s-a născut la Bacău în 04.01.1903 și a decedat în 14.05.1988 la Tulcea.Este înhumată la Ploiești alături de părinți și fratele Aurel. A fost printre primele femei profesoare de sport din țară.
Fratele Traian D. Broșteanu, s-a născut la 23 septembrie 1900 la Bacǎu și a decedat la 28 martie 1988 la București. Fost magistrat, doctor în drept, autor de manuale, studii de specialitate, articole (apărute până la instalarea definitivă a comunismului în România) și a unui încă nepublicat tratat de logică. Din școală,Traian Broșteanu a avut convingeri de stânga, purtând în tinerețe în public, cravată de pionier. Poziția sa a fost contrară atât opiniei părinților, cât și celei a fratelui mai mic Aurel, care au avut vederi de dreapta. După august 1944,Traian s-a înscris în PCR. In perioada când Lucrețiu Pătrășcanu a fost ministru al justiției, a îndeplinit funcția de secretar al Ministerului de Justiție și Consilier la Secția de Drept Public de la Înalta Curte de Casație. După arestarea lui Lucrețiu Pătrășcanu, destinul lui Traian a urmat un curs nefericit. Idealist, nu a putut accepta să semneze arestări și judecăți sumare, la o seamă de patrioți și intelectuali români. În 1949 a predat carnetul PCR și și-a dat demisia din toate funcțiile. In 1950 a fost arestat preventiv în două rânduri, urmare a unor provocări și delațiuni fiind acuzat pentru delictul de instigare publicǎ împotriva orânduirii. A avut domiciliul urmărit și i s-a interzis dreptul de a mai practica magistratura. A primit prima pensie abia în 1963. A supraviețuit până atunci din modesta leafă a soției sale Gabriela, născută Dragoteanu, medic radiolog la Spitalul Brâncovenesc.

### Studiile și traseul profesional
Aurel D. Broșteanu a urmat și  terminat cursul secundar la liceul Sf. Petru și Pavel din Ploiești, în anul 1923. Mărturisea apropiaților că și-a dorit să urmeze Conservatorul de Arte Frumoase, dar voința implacabilă a mamei i-a impus cariera de jurist. A absolvit  Facultatea de drept în anul 1927. A activat ca ajutor de judecător la Bălțești (1929-1930), supleant la Tribunalul jud. Prahova (1930-1933), judecător la Zărnești (1933-1938), judecător-șef la Sinaia (1938-1945), notar la Mizil (1955-1957). Și-a sfârșit cariera ca notar-șef la Ploiești (1957-1964). A trăit retras, în ultimii ani de viață servea masa de prânz la singurul "restaurant" lacto-vegetarian din centrul Ploieștiului. In timpul celui de al doilea război mondial a fost concentrat la Divizia 13 infanterie, care a participat la luptele de la Cotul Donului.  

### Activitatea culturală
Chiar dacă foarte apreciat ca jurist, marea sa pasiune a rămas arta plastică. Autodidact în acest domeniu, bazându-se pe o vastă cultură laică și teologică, beneficiind de o inteligență ieșită din comun, dublată de un profund simț estetic, în lucrările sale de critică de artă plastică a dovedit intuiție, percepție ascuțită a frumosului și un excepțional rafinament, calități care l-au făcut remarcat încă din anii studenției, perioadă când frecventa cercurile artiștilor plastici din capitală.
In 1931 a efectuat o lungă călătorie de studiu prin Europa, vizitând muzee și galerii din Franța, Italia , Austria, Germania. În acea perioadă Krikor Zambaccian îl sfătuia la ce adrese din Paris să se adreseze pentru găzduire și îndrumare.Tot atunci l-a vizitat la atelier pe Constantin Brâncuși, așa cum consemnează în cartea de memorii Părintele Constantin Galeriu, convorbiri realizate de Dorin Popa „Cu pǎrintele Galeriu între Geneză și Apocalipsă’’. A publicat articole de critică în cele mai prestigioase publicații intelectuale ale timpului: Viața Românească (1926), Universul literar (1928),Tiparnița literară (1928), Vremea (1929-1931),Gândirea (1929-1936), Propășirea (săptămânal ploieștean, unde a publicat la 1933 ciclul "Scrisori din Brașov. Zece capitole de artă contemporană", despre pictorii sași, maghiari și români din acea localitate), Ideea europeană, Ultima oră.
Aurel Broșteanu a fost un exeget ai unora dintre cei mai importanți pictori români: Marius Bunescu, Sabin Popp, Henry Catargi, Theodor Palady, Elena Popeea, Lucian Grigorescu, Iosif Iser, Ion Andreescu, Iosif Kimm, Marcel Iancu, Ion Theodorescu Sion, Anastase Demian.
Cu colecționarul Zambaccian a avut relații de stimă și de prietenie. Articolul intitulat ,,Pictura franceză în colecția Zambaccian’’, publicat în 1931 este un dublu omagiu. Pe de o parte unul adus marilor maeștri francezi ai culorii Matisse, Renoir, Pissaro, prezenți  în colecție, pe de altă parte unul adus rafinamentului de care a dat dovadă colecționarul care, prin efort personal și dăruire, a adus în România mari valori, le-a ordonat în mod personalizat într-un muzeu, punându-le la dispoziția plasticienilor și a marelui public.
Cu mulți dintre artiști precum Sabin Popp, Marius Bunescu, Elena Popea, Valentin Hoeflich, Iosif Iser, a avut relații de prietenie. Cu ultimul, tot ploieștean, a purtat o vie corespondență, mai ales în epoca  pariziană a acestuia (din anii 30’). I-a reprezentat acestuia în justiție și unele interese patrimoniale. Impreună cu Iser și cu Ion Ionescu Quintus a pus în anii 30’ bazele pinacotecii orașului Ploiești.
A întreținut relații cordiale cu mari corifei ai culturii române: George Enescu, Oscar Walter Cisek, Stefan Nenițescu. Alexandru Busuioceanu.
A fost coleg de generație și prieten, împărtășind aceleași idealuri estetice, naționale și politice cu Constantin Noica, de care l-a legat o profundă afecțiune, așa cum este ea reflectată în scrisorile adresate lui de către filozof.
A fost un apropiat al lui Miron Radu Paraschivescu, căruia i-a donat unul din cele trei portrete ale sale executate de Iser în 1933, la Paris.
Cu Emil Cioran pe care l-a cunoscut la Brașov a avut o strânsă prietenie. Se întâlneau la Sinaia la vila Wendy  în compania lui Constantin Noica, pentru dineuri culturale. Mărturia este o scrisoare  adresată de către Noica lui Broșteanu, la începutul anului 1937. În perioada ultimului război mondial era angrenat  împreună cu Elena Popea și cu V. Beneș într-un proiect de istorie a artei românești pentru Institutul Român de la Berlin, despre care nu știm dacă a depășit stadiul de intenție sau dacă s-a lucrat la el (Revista Fundațiilor Regale, aprilie  1942, p. 239). 
In epoca  tulbure a anilor 1948-1950, de teama represaliilor și la avertismentele fratelui său care era avizat, a distrus corespondența cu Cioran, cu Eliade și cu familia Enescu. Epocă în care timp de două decenii activitatea de critic de artă a fost înghețată.
Printre marii săi prieteni, s-a numărat și Petru Comarnescu, cel care i-a deschis calea reabilitării și i-a facilitat în1964 intrarea în Uniunea Artiștilor Plastici, secțiunea de critică și cu care interbelic a avut o vie colaborare la gruparea culturală Criterion.
Cu criticul de artă și juristul Barbu Brezianu a purtat până la moarte un viu dialog spiritual, prima scrisoare de la acesta datează din 1928.
În anii 70’, epoca ,,deschiderii’’ Aurel D, Broșteanu și-a făcut din nou simțită prezența în peisajul cultural. Ca membru  al  Secțiunii de Critică a Uniunii Artiștilor Plastici din România, președinte al filialei Prahova pentru câțiva ani, a participat la numeroase vernisaje de galerii și expoziții și a conferențiat la multe simpozioane culturale. A publicat articole la România Literară (1969-1970), Arta (1970,1972-1974) și pe plan local în Flamura Prahovei. In 1984 în revista Korunk (Cluj, nr. 12, decembrie) i se reia în traducere maghiară eseul despre pictorul brașovean Nagy Imre, apărut în 1933 în Propășirea. 
A susținut personalități artistice  aflate atunci în plină afirmare: Bălaj, Rugină, Ovidiu Paștina, Mariana Băbușanu, Mimi Podeanu, Florin Niculiu, Marcel Bejgu, Valentin Kruch,  Valerian Scărlătescu, Nicolae Polidor, Otto Barabas, Victor Munteanu.
In 1974 i-a fost  publicată de către Editura Meridiane volumul ,,Acest altceva, pictura’", o culegere de articole apărute de-a lungul timpului la diverse publicații antebelice, cu o prefață scrisă de Andrei Pleșu. Personalitate complexă, cu o vastă cultură, Aurel Broșteanu a fost toată viața detașat de  ce este prea lumesc, mercantil, facil. S-a înconjurat de cărți, muzică și tablouri, mai ales de grafică, domeniu pe care l-a îndrăgit în mod deosebit.
A trăit în post, meditație și rugăciune, iubind frumosul și pe Creatorul acestuia. Profund atașat ortodoxiei a întreținut calde relații de prietenie cu Părintele Galeriu, care i-a fost și duhovnic, în perioada în care acesta a fost preot la biserica cu hramul Sfântului Vasile din Ploiești, locuind până la sfârșitul vieții foarte aproape de această biserică. Din mica sa pensie a efectuat donații mai multor lăcașe de cult. Porțile  sculptate din stejar de la biserica Sfântul Spiridon de pe strada Văleni din Ploiești stau și astăzi mărturie.
Înainte de moarte, a donat prin legat testamentar Muzeului de Artă din Ploiești o pictură  valoroasă intitulată ,,Biserica din Băleni" semnată Sabin Popp, operă primită în dar de la soția artistului.
S-a stins după o grea suferință, pe 3 ianuarie 1984, fiind condus pe ultimul drum de Barbu Brezianu, Andrei Pleșu, Ovidiu Paștina. Cu această ocazie Barbu Brezianu a publicat în România Literară un articol omagial. Remarca pictorului ploieștean Valeriu Scărlătescu, ,,domnul Broșteanu era ca o catedrală din care ieșeai purificat’’ este o metaforă potrivită pentru cel ce a fost pentru cultura română Aurel D. Broșteanu.
Postum în 1992, editura ,,Harisma’’ a publicat traducerea efectuată la începutul anilor 80’ din limba franceză a catehismului ortodox ,,Viu este Dumnezeu’’,  lucrare  efectuată împreună cu părintele Galeriu.
Odihnește în cimitirul Viișoara din Ploiești alături de părinții și de sora sa.

## Apariții în volume
- Aurel Broșteanu. Acest altceva, pictura, Editura Meridiane, 1974, 224 p.
- Aurel Boșteanu, Părintele Galeriu. Viu este Dumnezeu. Catehism ortodox. Traducere în românește de Aurel Broșteanu, Părintele Galeriu, Ed. Harisma, București, 1992,  556 p.
- Aurel Broșteanu. Portretul lui Petru Comarnescu din tinerețe (text inedit). Recuperări în Studii de istorie a filozofiei românești,  vol IV, Academia Română, Institutul de filozofie și psihologie ,,Constantin Rădulescu–Motru’’, Editura Academiei Române, 2008.